# Alto Paraíso de Goiás
Alto Paraíso de Goiás, amtlich portugiesisch Município de Alto Paraíso de Goiás, ist eine brasilianische politische Gemeinde im Nordosten des Bundesstaates Goiás. Sie liegt 230 km nördlich der brasilianischen Hauptstadt Brasília und 420 km nordöstlich von Goiânia, der Hauptstadt des Bundesstaates. Die Bevölkerungszahl wurde zum 1. Juli 2019 auf 7624 Einwohner geschätzt, die bei einer Bevölkerungsdichte von 2,65 Einwohner pro km² auf einer großen Gemeindefläche von rund 2594 km² leben und Alto-Paraisenser (alto-paraisenses) genannt werden.
Zu Alto Paraíso de Goiás gehören auch die Distrikte mit ihren Ortschaften: Boa Esperança, Capoeira da Velha, Cidade da Fratemidade, Escola Bona Espero, Mato Alto, Moinho und São Jorge.
In der Gemeinde befindet sich der höchste Punkt der Chapada, der Pouso Alto mit 1676 m und der Nationalpark Chapada dos Veadeiros.

## Geographische Lage
Alto Paraíso de Goiás grenzt
- im Norden an Cavalcante und Teresina de Goiás
- im Nordosten an Nova Roma
- im Osten und Süden an São João d’Aliança
- im Westen an Colinas do Sul

### Hydrographische Lage

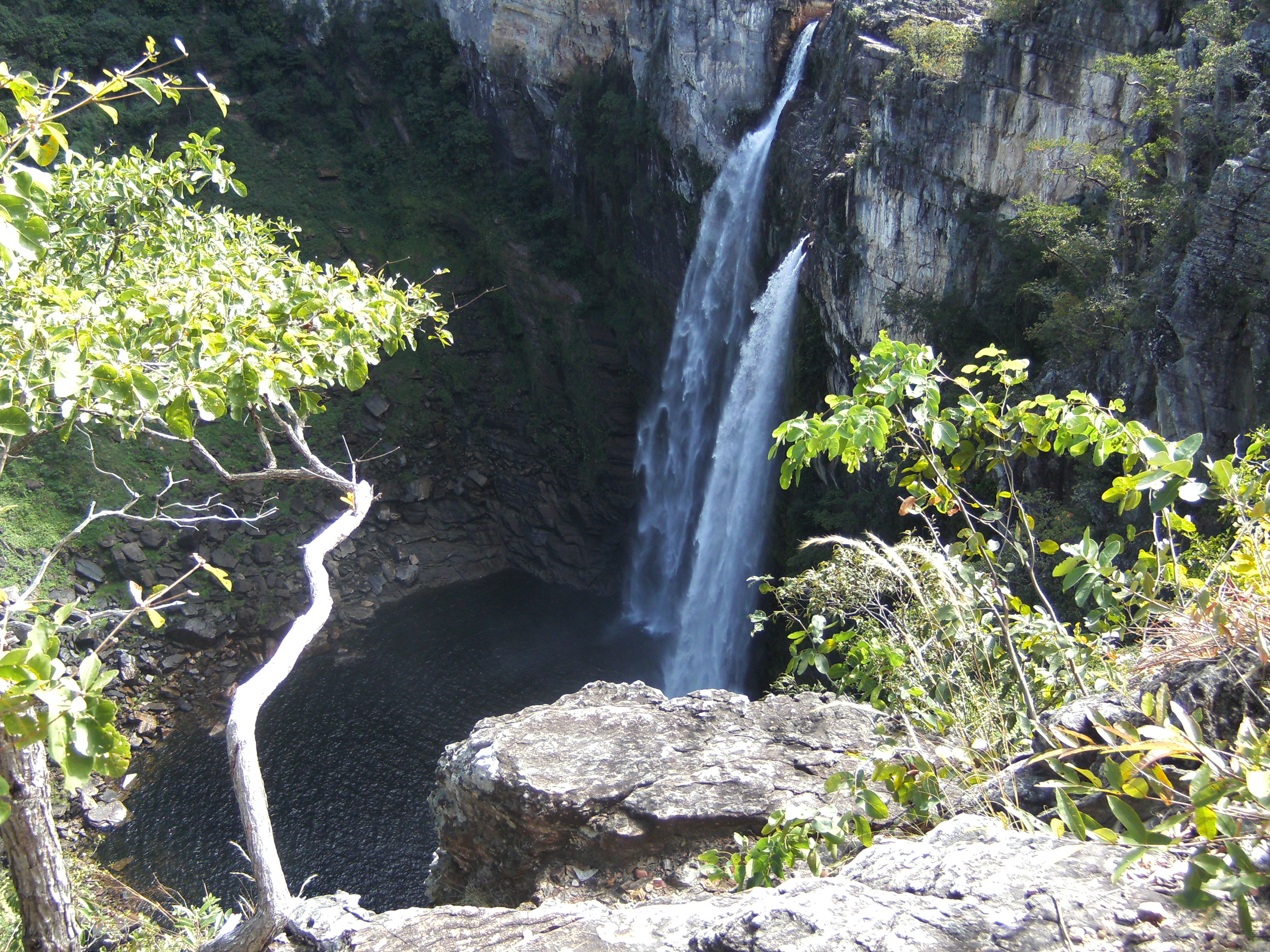
Wasserfall (port.: cachoeira)

Hydrographisch entwässert Alto Paraíso de Goiás in das Rio Tocantins – Araguia Becken nach Norden.
Alto Paraíso de Goiás liegt östlich des Stausees Serra da Mesa, in welchen der südwestliche Grenzfluss der Gemeinde, der Rio Tocantizinho (deutsch: kleiner Tocantins), mündet.
Das Gemeindegebiet wird durch folgende auf dem Gemeindegebiet entspringende Gewässer entwässert (Quellflüsse in fett; Anordnung von oben nach unten in Fließrichtung von Süd nach Nord):
| Flusssystem                                        | rechte Zuflüsse   | rechte Zuflüsse | Entwässerungsgebiet   |
| Via den Stausee Serra da Mesa in den Rio Tocantins | Rio Tocantinzinho | Rib. Piçarrão   | westl. Gemeindegebiet |
| Via den Stausee Serra da Mesa in den Rio Tocantins | Rio Tocantinzinho | Rio dos Couros  | westl. Gemeindegebiet |
| Via den Stausee Serra da Mesa in den Rio Tocantins | Rio Tocantinzinho | Rio São Miguel  | westl. Gemeindegebiet |
| Rio Tocantins                                      | Rio Preto         | Rio Preto       | westl. Gemeindegebiet |
| Rio Tocantins                                      | Rio Paranã        | linker Zufluss: | östl. Gemeindegebiet  |
| Rio Tocantins                                      | Rio Paranã        | Rio Macacão     | östl. Gemeindegebiet  |

Die Quellflüsse bilden auch außerhalb des Nationalparks in der stark verwitterten Hochlandebene viele spektakuläre Canyons und Wasserfälle.

## Klima und Vegetation
Das Klima ist typisch tropisch halbfeucht mit mittleren Tagestemperaturen im Sommer um die 20 – 24 °C mit einer Luftfeuchtigkeit von 75 bis 80 % und starken Niederschlägen, Klimaklassifikation nach Köppen und Geiger Aw. Im Winter, Mai bis September, herrscht Trockenheit und Dürre mit einer Dauer von vier bis fünf Monaten. Die Vegetation ist charakterisiert durch das Cerrado-Ökosystem.

## Wirtschaft
| Alto Paraíso de Goiás BIP Daten (2007) |        |
| Landwirtschaft:                        | 8.890  |
| Industrie:                             | 3.507  |
| Dienstleistung:                        | 22.335 |
| Subtotal:                              | 34.732 |
| Steuern:                               | 1.942  |
| PIB total:                             | 36.681 |
| Rang in Goiás:                         | 152    |
| Bevölkerung:                           | 6.638  |
| PIB pro Kopf (R$):                     | 6.332  |
| Rang in Goiás:                         | 211    |

Nebenstehende Tabelle zeigt das Bruttoinlandsprodukt (BIP) in jeweiligen Preisen für die drei Wirtschaftssektoren, PIB total und Rang von Alto Paraíso de Goiás in Goiás, Bevölkerung und BIP pro Kopf für 2007 (in Tausend R$).

## Tourismus
An der Nordgrenze zur Gemeinde Cavalcante befindet sich der Nationalpark Chapada dos Veadeiros, der bei Wanderern und Öko-Touristen sehr beliebt ist.
Der Zugang zum Nationalpark ist nur mit Führern gestattet. Der Eingang befindet sich in der Ortschaft São Jorge an der Südseite des Parks, etwa 36 km westlich von Alto Paraíso de Goiás an der nicht asphaltierten Straße GO-237.